# Operation Vengeance
Operation Vengeance blev gennemført den 18. april 1943 i felttoget på Salomonøerne under Stillehavskrigen med det formål at dræbe den japanske admiral Isoroku Yamamoto, som var øverstkommanderende for den japanske flåde. Yamamoto blev dræbt på øen Bougainville, da hans fly blev skudt ned af amerikanske jagerfly fra Henderson Field på Guadalcanal.
Operationen var baseret på opsnappede efterretninger om Yamamotos rejseplaner ved Salomonøerne.
Yamamotos død var et slag for moralen i den japanske flåde. (Samuel Eliot Morison beskrev det som svarende til et stort tabt søslag). Det styrkede moralen blandt de allierede styrker og kan – hvilket er kontroversielt – have været amerikanske lederes hævn over Yamamoto for hans involvering i angrebet på Pearl Harbor, der indledte krigen mellem Japan og USA. Efter krigen var der yderligere kontroverser om operationen, idet adskillige af de deltagende jagerpiloter i årevis diskuterede om, hvem der skulle have æren for nedskydningen af Yamamotos fly.

## Baggrund
Admiral Isoroku Yamamoto, lederen af den japanske flåde, planlagde en inspektionstur på Salomonøerne og Ny Guinea. Han ville inspicere japanske flyenheder, som deltog i I-Go operationen, som var begyndt den 7. april 1943 og styrke den japanske moral efter den katastrofale evakuering af Guadalcanal. Den 14. april opsnappede og dekrypterede den amerikanske flådes efterretningstjeneste en ordre, som informerede de berørte japanske enheder om rejsen.
Den oprindelige meddelelse, NTF131755, addresseret til cheferne for Base enhed No. 1, 11. Luftflotille og 26. Luftflotille, blev krypteret i den japanske flådes kode JN-25D (Flådens operationskodebog af den 3. version af RO) og blev opsnappet af tre stationer indenfor "Magic" organisationen, herunder stillehavsflådens radioenhed. Meddelelsen blev derefter dekrypteret af flådens kryptografer. Den indeholdt specifikke detaljer om Yamamotos ankomst og afgangstider og steder, han skulle besøge, samt antallet og typerne af fly, som skulle transportere og ledsage ham på rejsen.
Ifølge rejseplanen skulle Yamamoto flyve fra Rabaul til Ballale flyvepladsen på en ø ved Bougainville i Salomonøerne den 18. april. Han og hans stab ville flyve i to mellemsvære bombefly (Mitsubishi G4M fra 205. Kokutai flådeflyenhed), ledsaget af seks Mitsubishi A6M Zero jagere fra 204. Kokutai flådeflyenhed, og ville afgå fra Rabaul kl. 06.00 og ankomme til Ballale kl. 08.00, Tokyo tid.
Præsident Franklin D. Roosevelt gav flådeminister Frank Knox ordre om at "ramme Yamamoto." Knox meddelte admiral Chester W. Nimitz Roosevelts ønske. Nimitz konsulterede først admiral William F. Halsey, Jr., lederen af flåden i det sydlige Stillehav, og godkendte herefter operationen den 17. april.

## Interception mission
For at undgå at blive opdaget af radar og japansk personel på Salomonøerne indeholdt operationen en flyvning over vand syd og vest for Salomonøerne, en distance på 690 km. Dette var længere end rækkevidden for F4F Wildcat og F4U Corsair jagerne, som dengang var til rådighed for flåden og marinekorpset, så missionen blev overdraget til hærens 339. jagereskadrille i 347. jagergruppe i 13. Luftvåben, hvis P-38G jagere, udstyret med ekstra tanke, ville have den fornødne rækkevidde til at opspore og angribe.
Planlægningen af denne mission blev indledt af jagerkommandoens næstkommanderende, marineløjtnant Luther S. Moore, som lod P-38erne udstyre med skibskompas efter anmodning fra major John W. Mitchell, lederen af 339. eskadrille, for at hjælpe ved navigeringen. Disse jagerfly havde hver en 20 mm kanon og fire 12.7 mm maskingeværer og havde normalt to 165-gallon (625 l) droptanke under vingerne. Til dette angreb blev der fløjet et mindre antal 310-gallon (1136 l) tanke ind fra Ny Guinea, tilstrækkelig mange til at hver P-38 fik en af de større tanke. Trods forskellene i størrelse var tankene placeret tæt på flyets tyngdepunkt, så der ikke blev problemer af den grund.
Opgaven blev tildelt 18 P-38er. En gruppe på fire fik betegnelsen "dræber"gruppen, mens resten, som også omfattede to reserver, skulle ligge i 5.500 meters højde og fungere som dækning overfor den forventede reaktion fra de japanske jagere, som havde base på Kahili. En flyveplan blev udarbejdet af enhedens operationsofficer, marinemajor John Condon, men blev udskiftet med en, som var udarbejdet af Mitchell. Han regnede med at møde de japanske fly kl. 9.35 baseret på tidspunkterne i rejseplanen, og derved nå bombeflyene mens de var på vej ned mod Bougainville, ti minuter før de skulle lande i Ballale. Han arbejdede sig baglæns fra dette tidspunkt og tegnede fire præcist udregnede strækninger, med en femte tilføjet ifald Yamamoto ikke fulgte den mest direkte rute. Efter at være fløjet ud over Koralhavet skulle flyene holde sig højest 15 m over vandet hele vejen til Bougainville og undlade at bruge deres radioer.
Selv om det officielt var 339. jagereskadrille, som fløj missionen, var 10 af de 18 piloter hentet fra de andre to eskadriller i 347. jagergruppe. En grundig, detaljeret briefing indeholdt også en dækhistorie om kilden til efterretningen, som blev angivet til at være en kystobservatør, som havde set en betydningsfuld højtstående officer, som gik om bord på et fly i Rabaul, men piloterne fik ikke at vide, at deres mål var admiral Yamamoto.
De særligt udstyrede P-38'ere lettede fra Guadalcanal fra kl. 7.25. Datoen, den 18. april havde betydning, da det var etårsdagen for Doolittle-raidet, samtidig med at det var påskedag. To af de planlagte fly i "dræber"gruppen faldt ud ved starten, en med et punkteret dæk og et andet, da dets droptanke ikke leverede brændstof til maskinerne.

I Rabaul lettede Yamamotos fly som planlagt, trods opfordringer fra lokale ledere om at opgive rejsen af frygt for baghold, og indledte den 510 km lange rejse. De steg til en højde af 2.000 meter og havde jagereskorten bag sig og 450 meter højere, hvor den var del i to V-formationer med hver 3 fly.
Mitchells gruppe på fire anførte eskadrillen med dræbergruppen bestående af kaptajn Thomas G. Lanphier, Jr., premierløjtnant Rex T. Barber, og reserverne løjtnanterne Besby F. Holmes og Raymond K. Hine lige bagefter. Missionen blev den længste opfangningsoperation i krigen og blev udført så præcist af major Michell, at hans styrke nåede til mødestedet blot et minut for tidligt, kl. 9.34m netop som Yamamotos fly kom til syne gennem disen. Mitchell gav sine fly ordre til at kaste tankene, drejde til højre for at flyve parallelt med bombeflyene og begyndte at stige for fuld kraft.
Løjtnant Holmes kunne ikke kaste sine tanke og vendte tilbage mod havet fulgt af sin sidemand løjtnant Hine. Mitchell gav over radien Lanphier og Barber ordre til at angribe, og de drejede for at stige op mod de otte fly. De nærmeste eskortefly kastede deres egne tanke og begyndte at dykke mod de to P-38. Ved et fornuftigt taktisk træk drejede Lanphier straks direkte imod og steg mod eskorten, mens Barber jagede bombeflyene. Barber drejede skarpt for at komme ind bag bombeflyene og mistede dem et øjeblik af syne, men da han igen fik kontakt, var han direkte bag den ene og begyndte at skyde ind i dens højre motor, skroget og halen. Barber ramte dens venstre motor. Den begyndte at udsende kraftig sort røg, og rullede voldsomt mod venstre. Barber undgik med nød og næppe en kollision. Da han så tilbage, så han en sort røgsøjle og antog, at maskinen var styrtet ned i junglen. Barber drejede ud mod kysten i trætophøjde på udkig efter det andet bombefly, da han ikke vidste, hvilket af dem der havde Yamamoto om bord.
Barber fik øje på det andet bombefly lavt over vandet ud for Moila Point, netop som Holmes (hvis droptanke endeligt var kommet af) og Hine angreb det. Holmes beskadigede den højre motor på flyet, som begyndte at udsende hvid damp, derpå fløj han og Hine over det beskadigede bombefly, som havde stabschefen viceadmiral Matome Ugaki og en del af Yamamotos stab om bord. Barber angreb derefter det beskadigede fly, og stumper af det beskadigede hans eget fly, hvorefter bombeflyet foretog en styrtlanding på vandet. Ugaki overlevede styrtet sammen med to andre, og de blev senere reddet. Barber, Holmes og Hine blev angrebet af Zeroer og Barbers P-38 blev ramt 140 gange, og Holmes og Barber hævdede begge at have skudt en Zero ned under kampen. Dækningsstyrken kom kort i kamp med reagerende Zeroer uden at skyde nogen ned, og major Mitchell så røgsøjlen fra Yamamotos nedstyrtede fly. Løjtnant Hines P-38 var forsvundet på dette tidspunkt, formentlig styrtet ned i vandet. Da deres brændstofsreserver var ved at være opbrugt, afbrød P-38'erne kampen og vendte tilbage til basen, og løjtnant Holmes havde så lidt brændstof, at han blev tvunget til at lande på Russell Islands. Løjtnant Hines P-38 var den eneste savnede og blev aldrig fundet. Han er opført på tavlerne over de savnede på den amerikanske kirkegård i Manila sammen med udmærkelserne Navy Cross; Distinguished Flying Cross; Air Medal; og Purple Heart.

## Efterspil
Da han nærmede sig Henderson Field, kaldte Lanphier jagerchefen på Guadalcanal på radioen og meddelte, at "jeg fik Yamamoto", og brød dermed sikkerheden omkring missionen. Straks efter at være landet (hans fly havde så lidt brændstof tilbage, at den ene motor satte ud da han forlod startbanen), hævdede han igen at han havde nedskudt bombeflyet, og fortalte, at da han drejede for at angribe de eskorterende Zeroer, havde han skudt vingen af en af dem, vendte bunden i vejret, da han drejede tilbage mod bombeflyet og så det forreste bombefly cirkle rundt under sig. Han hævdede, at han kom ud af sit drej i en ret vinkel i forhold til bombeflyet og skød, hvorved han ødelagde dens højre vinge. Han hævdede, at han så Barber nedskyde et andet bombefly, som også styrtede ned i junglen. Holmes hævdede at have nedskudt flyet, som styrtede i vandet, så det blev antaget, at tre fly var blevet skudt ned. De 15 overlevende piloter blev ikke debriefet efter missionen, da denne formelle udspørgen ikke var en del af procedurerne på Guadalcanal på daværende tidspunkt, og det blev således aldrig formelt konstateret, at ingen andre havde været vidner til Lanphiers påstand.
Nedstyrtningsstedet og liget af admiral Yamamoto blev fundet den følgende dag i junglen nord for
det sted på kysten, hvor den tidligere australske observationspost og den katolske mission i Buin havde ligget (den blev genetableret efter krigen, adskillige kilometer inde i landet) af et japansk redningshold under ingeniørløjtnant Hamasuna. Ifølge Hamasuna var Yamamoto blevet kastet ud af flyvraget og hans behandskede hånd holdt fæstet på hans katana, mens han sad ret op i sit sæde under et træ. Hamasuna sagde, at man straks kunne kende Yamamoto med hovedet sænket som i dybe tanker. En obduktion af liget afslørede, at Yamamoto havde fået to sår, et bag venstre skulder og et i venstre underkæbe, som havde udgang over højre øje. I Japan har der været kontrovers om, hvorvidt admiralen i første omgang havde overlevet styrtet.
I Japan blev dette kendt som "Flådens kō hændelse" (海軍甲事件). Det styrkede moralen i USA og chokerede japanerne, som først fik den officielle meddelelse den 21. maj 1943. For at skjule det faktum, at de allierede kunne læse de japanske koder, fik de amerikanske nyhedsbureau den oprindelige dækhistorie om, at civile kystobservatører på Solomonøerne havde set Yamamoto gå om bord på et bombefly i området og derpå havde videregivet denne information over radio til amerikanske flådestyrker i området.

## Kontrovers
Lanphier fik oprindelig æren for nedskydningen af Yamamotos bombefly, men de andre piloter på missionen var skeptiske fra starten. Selv om det var en af de mest veludførte missioner i historien, var den efterfølgende skæmmet af kontroversen om, hvem der rent faktisk havde skudt Yamamoto ned og over flådens ramaskrig over uautoriseret frigivelse af detaljer om operationen til pressen, herunder et nummer fra oktober 1943 af Time Magazine, som indeholdt en artikel om nedskydningen og omtale af Lanphier med navns nævnelse. Mitchell var blevet foreslået til en Medal of Honor for missionen, men som følge af sikkerhedsproblemerne blev det kun til et Navy Cross, som han og alle piloterne i dræbergruppen senere fik tildelt.
Efter krigen fandt man ud af, at ingen af de eskorterende japanske jagere var beskadiget og slet ikke skudt ned, og Lanphier fik streget sin nedskydning. Da andre Zero-jagere var lettet fra den nærliggende Kahili flyveplads, fik våde Barber og Holmes godkendt deres påstande om den anden kamp. Ligeledes bekræftede arkiverne, at kun to bombefly var blevet skudt ned, ikke tre, og efterfølgende tildelte luftvåbenet halve nedskydninger til Lanphier og Barber for nedskydningen af Yamamoto-flyet. Et filminterview fra 1985 med en af de eskorterende Zeropiloter, Kenji Yanagiya, lod til at underbygge Barbers påstand, men luftvåbenet afslog at genåbne sagen.
Rex Barber lagde herefter sag an ved en føderal domstol for at få omgjort luftfartsministerens afgørelse, men retten afslog at gribe ind. I maj 2006 nummeret af AIR FORCE Magazine offentliggjorde Douglas S. Canning, et tidligere medlem af 347. jagergruppe, som deltog i Yamamoto missionen (Canning eskorterede løjtnant Holmes tilbage til Russelløerne) og var ven af både Lanphier og Barber, et brev, hvor han hævdede, at Lanphier udover at have skrevet den officielle rapport, medaljebegrundelser og adskillige magasinartikler, også havde skrevet et detaljeret manuskript, aldrig offentliggjort, hvori han hævdede, at han alene nedskød Yamamoto. Indtil han havde læst dette manuskript, havde Barber været villig til at dele æren for nedskydningen. Canning citerede den japanske Zero-pilot Yanagiyas vidneudsagn om, at Yamamotos fly styrtede ned 20-30 sekunder efter at være blevet ramt af ild fra en P-38, og fra admiral Ugaki på det andet bombefly om, at Yamamotos fly styrtede ned 20 sekunder efter at være blevet ramt. Canning fastslog kategorisk, at de P-38G modeller, som fløj den dag ikke havde det samme sideror, som senere modeller, og at det var fysisk umuligt at Lanphiers fly kunne have gennemført en 180 graders vending, som han påstod, for at kunne nedskyde Yamamoto.

## Yderligere læsning
- Canning, Douglas S. (maj 2006). "Who Shot Down Yamamoto?, letter,". Air Force Magazine. Arlington, VA, USA: Air Force Association. 89 (5): 7-9.
- Grant, Rebecca (marts 2006). "Magic and Lightning". Air Force Magazine. Arlington, VA, USA: Air Force Association. 89 (3): 62.
- Holley, Joe (27. juli 2006). "Besby Frank Holmes; WWII Fighter Pilot". The Washington Post. Washington, DC, USA. page B7 (Obituaries).- Obituary on the death of Lt. Col. Frank Holmes.
- Kahn, David (1996). "Chapter 17: The Scrutable Orientals; pp 595-601". The Codebreakers: The Comprehensive History of Secret Communication from Ancient Times to the Internet, Revised and Updated. New York, NY, USA: Scribner. ISBN 0-684-83130-9.